# IMJモバイル
株式会社IMJモバイル（英語表記　IMJ Mobile Inc.）は、かつて存在した携帯サイト構築を行う企業で、アイ・エム・ジェイの子会社であった。東京都目黒区に本社を置いていた。

## 沿革
- 2000年7月 - （株）ユニークメディア設立。
- 2002年8月 - （株）ユニークメディア、（株）アイ・エム・ジェイと資本提携。
- 2006年4月 - （株）IMJモバイル、（株）ユニークメディア、（株）ペイブメントの3社が合併。
- 2006年10月 - 三井物産子会社スウィングと合併
- 2012年7月 - 親会社の株式会社アイ・エム・ジェイに吸収合併された[1]。

## 関連企業・団体
- ボトルキューブ
- エム・フィールド
- フォー・クオリア
- モバイルマーケティングソリューション協議会
- デジタルラジオニュービジネスフォーラム